# Фрімонт (Міссурі)
Фрімонт (англ. Fremont) — переписна місцевість (CDP) в США, в окрузі Картер штату Міссурі. Населення — 43 особи (2020).

## Географія
Фрімонт розташований за координатами 36°57′8″ пн. ш. 91°9′44″ зх. д. / 36.95222° пн. ш. 91.16222° зх. д. (36.952306, -91.162325).  За даними Бюро перепису населення США в 2010 році переписна місцевість мала площу 0,50 км², уся площа — суходіл.

## Демографія
Згідно з переписом 2010 року, у переписній місцевості мешкало 129 осіб у 44 домогосподарствах у складі 33 родин. Густота населення становила 256 осіб/км².  Було 50 помешкань (99/км²).
Расовий склад населення:
| - 96,1 % — білих - 3,9 % — корінних американців |

До двох чи більше рас належало 0,0 %. Частка іспаномовних становила 1,6 % від усіх жителів.
За віковим діапазоном населення розподілялося таким чином: 34,1 % — особи молодші 18 років, 56,6 % — особи у віці 18—64 років, 9,3 % — особи у віці 65 років та старші. Медіана віку мешканця становила 27,1 року. На 100 осіб жіночої статі у переписній місцевості припадало 111,5 чоловіків;  на 100 жінок у віці від 18 років та старших — 88,9 чоловіків також старших 18 років.
Середній дохід на одне домашнє господарство  становив 41 680 доларів США (медіана — 37 303), а середній дохід на одну сім'ю — 41 680 доларів (медіана — 37 303). 
Цивільне працевлаштоване населення становило 19 осіб. Основні галузі зайнятості: освіта, охорона здоров'я та соціальна допомога — 100,0 %.